# اچ‌ام‌اس‌ای‌اس آفریکاندر
اچ‌ام‌اس‌ای‌اس آفریکاندر (به انگلیسی: HMSAS Afrikander) یک کشتی است که طول آن ۸۵ فوت (۲۶ متر) می‌باشد. این کشتی در سال ۱۸۷۹ ساخته شد.